# San Pedro Coxcaltepec Cántaros
San Pedro Coxcaltepec Cántaros là một đô thị thuộc bang Oaxaca, México. Năm 2005, dân số của đô thị này là 877 người.